# Nicole Fontaine
Nicole Fontaine (Grainville-Ymauville, 16 de janeiro de 1942 – 17 de maio de 2018) foi uma advogada e política francesa, membro do Parlamento Europeu pelo Partido Popular Europeu (PPE). Foi presidente do Parlamento Europeu de 1999 a 2002, sendo substituída por Pat Cox.
Formada em advocacia, foi eurodeputada durante 18 anos, entre 1984 e 2002. Em 1999 foi eleita para presidir o Parlamento Europeu, derrotando o candidato português ao cargo, Mário Soares, se mantendo no cargo até 2002. Fontaine, nascida em Grainville-Ymauville (Normandia), foi a segunda mulher francesa a presidir ao Parlamento Europeu, depois de Simone Veil.
Foi ainda ministra da Indústria da França, entre 2002 e 2004.
Faleceu em 17 de maio de 2018. O presidente português enviou ao seu homólogo francês uma mensagem de condolências pelo falecimento da política francesa.